# Пет недеља у балону
Пет недеља у балону (фр. Cinq semaines en ballon) је авантуристички роман француског писца Жила Верна из 1863. године, а ово је уједно и његов први роман. У њему је усавршио састојке за своја каснија дела, вешто комбинујући у причи авантуристичке догађаје са невероватним обртима који држе пажњу читалаца и дајући техничке, географске, и историјске описе. У књизи је дат кратак поглед на истраживања Африке, која у то време Европљанима није била у потпуности позната.
Тадашња читалачка публика се веома занимала за бајке о истраживањима Африке, па је књига одмах постала хит. Она је самим тим омогућила Жил Верну финансијску независност и уговор са издавачком кућом Жила Хецела, који је објавио на десетине његових књига током наредних четрдесет година.

## Радња
Научник и истраживач доктор Самјуел Фергусон са својим слугом Џоом и пријатељем Ричардом Кенедијем, професионалним ловцем планира несвакидашње путовање Африком која тад још није била у потпуности истражена. План је да летећим балоном прођу цео афрички континент од истока ка западу. За овај подухват је изумео механизам за балон напуњен водоником који је омогућавао дуга путовања. Овим летом је запланирао повезивање истражених путева Ричарда Бартона и Џона Ханинга у источној африци и Хенриха Барта у подручјима Сахаре и Чада. 
Ово путовање почињу на Занзибару на источној обали и настављају преко Викторијиног језера, језера Чад, АгадезаТимбуктуа, Ђенеа на путу до Сент Луиса у Сенегалу.
Део истраживачког пута се фокусира и на проналажење извора Нила.
Цео пут прати доста авантура и проблема са којима се сусрећу ликови и које савладавају континуираном истрајношћу.
Роман описује разне ситуације као што је спашавање мисионара из племена које је хтело да га жртвује, недостатак воде изнад Сахаре, напад лешинара на балон, спашавање Џоа, бежање од наоружаних милитаната...
Иако је балон на крају путовања почео да посустаје издржао је толико да би стигли до пријатељских земаља и на крају до Енглеске.
Након завршетка авантуре преко афричког континента прича се нагло завршава са само кратким прегледом онога што следи.

## Филмске адаптације
1962. 20th Century Fox избацује истоимени филм рађен по роману у режији Алена Ирвина, а 1975. године излази и мексичка верзија филма.
1977. године излази истоимени анимирани филм.